# 阿氐河荘
阿氐河荘（あてがわのしょう/あでがわのしょう）とは、紀伊国在田郡（現在の和歌山県有田郡有田川町付近）にあった荘園。
元々、石垣上荘と呼ばれ、左大臣藤原仲平の所領であったが、その成立は延喜2年（902年）の延喜の荘園整理令以前に遡ると考えられている。仲平の死後、娘の明子（藤原敦忠室）、更にその娘の源延光室へと受け継がれたが、正暦3年（992年）に参議平惟仲（後に大宰帥）に売却された。
長保元年（1001年）平惟仲は自らが建立した寂楽寺に寄進し、12世紀に入ると同寺が園城寺の門跡であった円満院の行尊に寄進したことにより、本家は円満院、領家は寂楽院とされた。ところが、高野山金剛峯寺が阿氐河荘の土地は元々高野山の領域の一部で他者が荘園を置くことが出来ないと異論を唱え、惟仲存命中の寛弘元年（1004年）に早くも訴訟を起こしている。以降、金剛峯寺による訴訟は何度も起こされており、寂楽院から円満院への寄進も金剛峯寺への対抗上行われたと考えられている。
有田川上流地域を占める広大な荘園であったが、内情は山林が大部分で河岸段丘や谷間にわずかな耕地があるだけで、12世紀の史料に基づけば、阿氐河荘を構成していた上村（上荘とも、現在の有田川町押手付近）に田地50町と畠地21町8段、下村（下荘とも、現在の有田川町粟生付近）に田地51町5段と畠地60町が存在していた。
治承4年（1180年）に発生した以仁王の挙兵で園城寺が平氏政権によって所領を没収になった際に、平家が阿氐河荘の本家になろうとしたことに金剛峯寺が反発をする。平家が西走すると、金剛峯寺は源頼朝・義経兄弟に接近して阿氐河荘の安堵を得たものの、円満院門跡である定恵法親王がこれを訴えたために円満院の阿氐河荘所有が認められた。その一方で、建久8年（1197年）に鎌倉幕府は文覚を下司職に任じて阿氐河荘の地頭とした。
円満院や寂楽寺は金剛峯寺による侵略を防ぐために地元の武士団である湯浅党との関係を強めていく。また、文覚の弟子である行慈も湯浅党出身であったことから、湯浅党は地頭の代官を務めるようになる。こうした状況を背景に文覚は御家人となっていた湯浅宗光に下司職を譲与した。
湯浅氏は当初は寂楽寺の再興に関与するなど荘園領主側と良好な関係を維持していたが、後にこれを根拠に預所職を称して在地支配を強化していく。また、元々湯浅氏の地頭としての得分が低かったため、確実な収益を確保するために強力な在地支配を展開する必要があったという。その過程で地頭の湯浅氏と荘園領主である円満院・寂楽寺、現地の農民、阿氐河荘の獲得を図る金剛峯寺との対立が深まっていった。
正元元年（1259年）、円満院側が正式な預所を任命して現地に派遣したことで、円満院・寂楽寺と地頭湯浅氏の対立が深刻化していった。その中で、建治元年（1275年）現地の百姓より荘園領主側に対して、地頭による非道な年貢徴収の実態を告発した著名な『百姓申状』が提出されている。
更にこの混乱に乗じて、金剛峯寺は同寺を保護していた後宇多院を動かして円満院側に圧力をかけ、嘉元2年（1304年）になって円満院は遂にその圧迫に屈して避状を提出して権利放棄を宣言し、300年にわたる金剛峯寺の異議申し立ては終了した。阿氐河荘を獲得した金剛峯寺は今度は地頭の湯浅氏の排除を行おうとして鎌倉幕府に訴えるが、訴訟は進まないうちに鎌倉幕府が滅亡してしまった。湯浅氏の排除に失敗した結果、金剛峯寺の阿氐河荘経営は困難を極めたようで、応永年間まで金剛峯寺が阿氐河荘を領有していたことが確認できるものの、室町時代（15世紀）前期には阿氐河荘に関する記録はみられなくなる。